# Salvia dabieshanensis
Salvia dabieshanensis là một loài thực vật có hoa trong họ Hoa môi. Loài này được J.Q.He miêu tả khoa học đầu tiên năm 1989.